# Реджепи, Байрам
Байрам Реджепи (сербохорв. Бајрам Реџепи, алб. Bajram Rexhepi; 3 июня 1954, Косовска-Митровица, Косово, Сербия, Югославия — 21 августа 2017) — косовский политик, первый послевоенный премьер-министр Косово. Реджепи — член второй по величине политической партии в Косово, Демократической партии Косово.
Он окончил университет Приштины, потом учился в аспирантуре Загребского университета в 1985 году. Затем он долго и успешно работал хирургом.
В ходе конфликта 1999 года Реджепи присоединился к Освободительной армии Косово и в течение трёх месяцев был полевым врачом. В ходе всеобщих выборов в ноябре 2001 года в Косово партия Реджепи получила 25,7 процента голосов, второй стала Демократическая лига Косово Ибрагима Руговы, и Реджепи стал премьер-министром в Парламенте Косова в марте 2002. На следующих всеобщих выборах, состоявшихся 24 октября 2004 года, Демократическая партия Косово заняла второе место и получила 30 мест в парламенте.
Реджепи считается умеренным политиком, и он утверждал, что одной из важнейших его целей будет «примирение и повышение этнической терпимости».
Любопытно, что одним из приштинских еженедельных журналов ему два года подряд была присуждена премия «причёска года».